# Mussaenda garrettii
Mussaenda garrettii är en måreväxtart som beskrevs av William Grant Craib. Mussaenda garrettii ingår i släktet Mussaenda och familjen måreväxter. Inga underarter finns listade i Catalogue of Life.